# Gièvres
Gièvres és un municipi francès, situat al departament del Loir i Cher i a la regió de Centre – Vall del Loira. L'any 2007 tenia 2.189 habitants.

## Demografia

### Població
El 2007 la població de fet de Gièvres era de 2.189 persones. Hi havia 796 famílies, de les quals 220 eren unipersonals (84 homes vivint sols i 136 dones vivint soles), 320 parelles sense fills, 212 parelles amb fills i 44 famílies monoparentals amb fills.
La població ha evolucionat segons el següent gràfic:
Habitants censats

### Habitatges
El 2007 hi havia 1.054 habitatges, 808 eren l'habitatge principal de la família, 180 eren segones residències i 66 estaven desocupats. 1.047 eren cases i 6 eren apartaments. Dels 808 habitatges principals, 646 estaven ocupats pels seus propietaris, 147 estaven llogats i ocupats pels llogaters i 15 estaven cedits a títol gratuït; 4 tenien una cambra, 38 en tenien dues, 169 en tenien tres, 266 en tenien quatre i 331 en tenien cinc o més. 675 habitatges disposaven pel capbaix d'una plaça de pàrquing. A 383 habitatges hi havia un automòbil i a 351 n'hi havia dos o més.

### Piràmide de població
La piràmide de població per edats i sexe el 2009 era:
| Homes | Edats   | Dones |
| ----- | ------- | ----- |
| 0     | 95 o +  | 0     |
| 4     | 90 a 94 | 8     |
| 12    | 85 a 89 | 0     |
| 12    | 80 a 84 | 24    |
| 48    | 75 a 79 | 72    |
| 44    | 70 a 74 | 56    |
| 44    | 65 a 69 | 80    |
| 92    | 60 a 64 | 56    |
| 52    | 55 a 59 | 48    |
| 96    | 50 a 54 | 96    |
| 64    | 45 a 49 | 68    |
| 60    | 40 a 44 | 40    |
| 48    | 35 a 39 | 68    |
| 80    | 30 a 34 | 56    |
| 64    | 25 a 29 | 68    |
| 44    | 20 a 24 | 32    |
| 64    | 15 a 19 | 80    |
| 56    | 10 a 14 | 52    |
| 48    | 5 a 9   | 56    |
| 40    | 0 a 4   | 52    |

## Economia
El 2007 la població en edat de treballar era de 1.304 persones, 872 eren actives i 432 eren inactives. De les 872 persones actives 798 estaven ocupades (439 homes i 359 dones) i 74 estaven aturades (35 homes i 39 dones). De les 432 persones inactives 174 estaven jubilades, 59 estaven estudiant i 199 estaven classificades com a «altres inactius».

### Ingressos
El 2009 a Gièvres hi havia 847 unitats fiscals que integraven 1.890 persones, la mediana anual d'ingressos fiscals per persona era de 16.959 €.

### Activitats econòmiques
Dels 77 establiments que hi havia el 2007, 2 eren d'empreses extractives, 2 d'empreses alimentàries, 1 d'una empresa de fabricació de material elèctric, 6 d'empreses de fabricació d'altres productes industrials, 13 d'empreses de construcció, 27 d'empreses de comerç i reparació d'automòbils, 4 d'empreses de transport, 3 d'empreses d'hostatgeria i restauració, 2 d'empreses d'informació i comunicació, 1 d'una empresa financera, 5 d'empreses de serveis, 7 d'entitats de l'administració pública i 4 d'empreses classificades com a «altres activitats de serveis».
Dels 18 establiments de servei als particulars que hi havia el 2009, 1 era una oficina de correu, 1 una oficina bancària, 3 tallers de reparació d'automòbils i de material agrícola, 3 guixaires pintors, 4 lampisteries, 1 electricista, 1 empresa de construcció, 2 perruqueries i 2 restaurants.
Dels 3 establiments comercials que hi havia el 2009, 1 era una botiga de més de 120 m², 1 una botiga de menys de 120 m² i 1 una fleca.
L'any 2000 a Gièvres hi havia 10 explotacions agrícoles que ocupaven un total de 258 hectàrees.

## Equipaments sanitaris i escolars
El 2009 hi havia 1 farmàcia i 2 ambulàncies.
El 2009 hi havia 2 escoles elementals.

## Poblacions més properes
El següent diagrama mostra les poblacions més properes.